# Prémio Screen Actors Guild para melhor atriz em série de drama

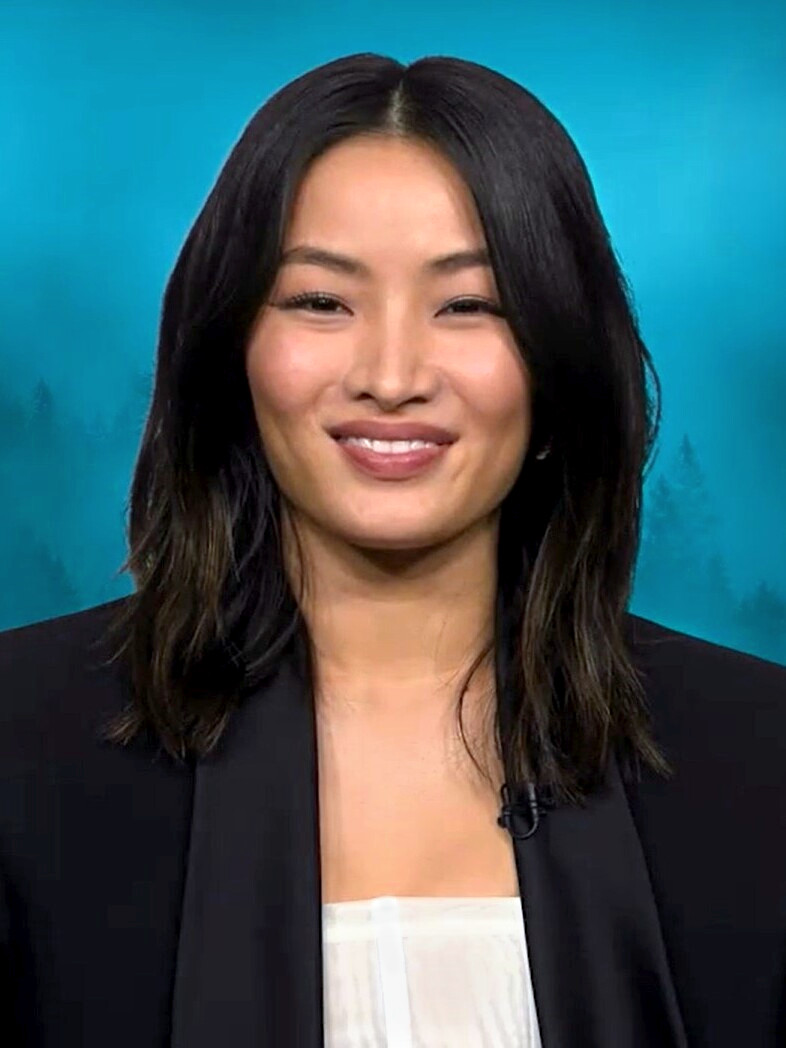
Anna Sawai vencedora, em 2024, do Prémio Screen Actors Guild para melhor atriz em série de drama

Os Prémios Screen Actors Guild para melhor actriz numa série dramática são dados pelos Screen Actors Guild para honrar as melhores realizações de uma actriz no gênero drama televisivo.

## Vencedoras e nomeadas

### Anos 1990
| - 1994: Kathy Baker, Picket Fences - Jane Seymour, Dr. Quinn, Medicine Woman - Angela Lansbury, Murder, She Wrote - Swoosie Kurtz, Sisters - Cicely Tyson, Sweet Justice - 1995: Gillian Anderson, The X-Files - Christine Lahti, Chicago Hope - Julianna Margulies, E.R. - Sharon Lawrence, NYPD Blue - Sela Ward, Sisters - 1996: Gillian Anderson, The X-Files - Christine Lahti, Chicago Hope - Jane Seymour, Dr. Quinn, Medicine Woman - Kim Delaney, NYPD Blue - Della Reese, Touched by an Angel | - 1997: Julianna Margulies, E.R. - Christine Lahti, Chicago Hope - Kim Delaney, NYPD Blue - Della Reese, Touched by an Angel - Gillian Anderson, The X-Files - 1998: Julianna Margulies, E.R. - Annie Potts, Any Day Now - Christine Lahti, Chicago Hope - Kim Delaney, NYPD Blue - Gillian Anderson, The X-Files - 1999: Edie Falco, The Sopranos - Annie Potts, Any Day Now - Lorraine Bracco, The Sopranos - Nancy Marchand, The Sopranos - Gillian Anderson, The X-Files |

### Anos 2000
| - 2000: Allison Janney, The West Wing - Sally Field, E.R. - Lauren Graham, Gilmore Girls - Sela Ward, Once and Again - Edie Falco, The Sopranos - Gillian Anderson, The X-Files - 2001: Allison Janney, The West Wing - Lauren Graham, Gilmore Girls - Tyne Daly, Judging Amy - Lorraine Bracco, The Sopranos - Edie Falco, The Sopranos - Stockard Channing, The West Wing - 2002: Edie Falco, The Sopranos - Amy Brenneman, Judging Amy - Lorraine Bracco, The Sopranos - Allison Janney, The West Wing - Lily Tomlin, The West Wing | - 2003: Frances Conroy, Six Feet Under - Jennifer Garner, Alias - Tyne Daly, Judging Amy - Mariska Hargitay, Law & Order: Special Victims Unit - Stockard Channing, The West Wing - Allison Janney, The West Wing - 2004: Jennifer Garner, Alias - Christine Lahti, Jack & Bobby - Drea de Matteo, The Sopranos - Edie Falco, The Sopranos - Allison Janney, The West Wing - 2005: Sandra Oh, Grey's Anatomy - Kyra Sedgwick, The Closer - Geena Davis, Commander in Chief - Mariska Hargitay, Law & Order: Special Victims Unit - Patricia Arquette, Medium |

| Ano  | Vencedoras e nomeadas/indicadas | Série                             | Papel                |
| ---- | ------------------------------- | --------------------------------- | -------------------- |
| 2006 | Chandra Wilson                  | Grey's Anatomy                    | Miranda Bailey       |
| 2006 | Patricia Arquette               | Medium                            | Allison Dubois       |
| 2006 | Edie Falco                      | The Sopranos                      | Carmela Soprano      |
| 2006 | Mariska Hargitay                | Law & Order: Special Victims Unit | Olivia Benson        |
| 2006 | Kyra Sedgwick                   | The Closer                        | Brenda Leigh Johnson |
| 2007 | Edie Falco                      | The Sopranos                      | Carmela Soprano      |
| 2007 | Glenn Close                     | Damages                           | Patty Hewes          |
| 2007 | Sally Field                     | Brothers & Sisters                | Nora Walker          |
| 2007 | Holly Hunter                    | Saving Grace                      | Grace Hanadarko      |
| 2007 | Kyra Sedgwick                   | The Closer                        | Brenda Leigh Johnson |
| 2008 | Sally Field                     | Brothers & Sisters                | Nora Walker          |
| 2008 | Mariska Hargitay                | Law & Order: Special Victims Unit | Olivia Benson        |
| 2008 | Holly Hunter                    | Saving Grace                      | Grace Hanadarko      |
| 2008 | Elisabeth Moss                  | Mad Men                           | Peggy Olson          |
| 2008 | Kyra Sedgwick                   | The Closer                        | Brenda Leigh Johnson |
| 2009 | Julianna Margulies              | The Good Wife                     | Alicia Florrick      |
| 2009 | Patricia Arquette               | Medium                            | Allison Dubois       |
| 2009 | Glenn Close                     | Damages                           | Patty Hewes          |
| 2009 | Mariska Hargitay                | Law & Order: Special Victims Unit | Olivia Benson        |
| 2009 | Holly Hunter                    | Saving Grace                      | Grace Hanadarko      |
| 2009 | Kyra Sedgwick                   | The Closer                        | Brenda Leigh Johnson |

### Anos 2010
| Ano  | Vencedores e nomeados | Série                             | Papel                               |
| ---- | --------------------- | --------------------------------- | ----------------------------------- |
| 2010 | Julianna Margulies    | The Good Wife                     | Alicia Florrick                     |
| 2010 | Patricia Arquette     | Medium                            | Allison Dubois                      |
| 2010 | Glenn Close           | Damages                           | Patty Hewes                         |
| 2010 | Mariska Hargitay      | Law & Order: Special Victims Unit | Olivia Benson                       |
| 2010 | Elisabeth Moss        | Mad Men                           | Peggy Olson                         |
| 2010 | Kyra Sedgwick         | The Closer                        | Brenda Leigh Johnson                |
| 2011 | Jessica Lange         | American Horror Story             | Constance Langdon                   |
| 2011 | Kathy Bates           | Harry's Law                       | Harriet "Harry" Korn                |
| 2011 | Glenn Close           | Damages                           | Patty Hewes                         |
| 2011 | Julianna Margulies    | The Good Wife                     | Alicia Florrick                     |
| 2011 | Kyra Sedgwick         | The Closer                        | Brenda Leigh Johnson                |
| 2012 | Claire Danes          | Homeland                          | Carrie Mathison                     |
| 2012 | Michelle Dockery      | Downton Abbey                     | Lady Mary Crawley                   |
| 2012 | Jessica Lange         | American Horror Story: Asylum     | Irmã Jude                           |
| 2012 | Julianna Margulies    | The Good Wife                     | Alicia Florrick                     |
| 2012 | Maggie Smith          | Downton Abbey                     | Violet, Condessa de Grantham        |
| 2013 | Maggie Smith          | Downton Abbey                     | Violet Crawley                      |
| 2013 | Claire Danes          | Homeland                          | Carrie Mathison                     |
| 2013 | Anna Gunn             | Breaking Bad                      | Skyler White                        |
| 2013 | Jessica Lange         | American Horror Story: Coven      | Fiona Goode                         |
| 2013 | Kerry Washington      | Scandal                           | Olivia Pope                         |
| 2014 | Viola Davis           | How to Get Away with Murder       | Professora Annalise Keating, J.D.   |
| 2014 | Claire Danes          | Homeland                          | Carrie Mathison                     |
| 2014 | Julianna Margulies    | The Good Wife                     | Alicia Florrick                     |
| 2014 | Tatiana Maslany       | Orphan Black                      | Vários                              |
| 2014 | Maggie Smith          | Downton Abbey                     | Violet, Condessa viúva de Grantham  |
| 2014 | Robin Wright          | House of Cards                    | Claire Underwood                    |
| 2015 | Viola Davis           | How to Get Away with Murder       | Professor Annalise Keating, J.D.    |
| 2015 | Claire Danes          | Homeland                          | Carrie Mathison                     |
| 2015 | Julianna Margulies    | The Good Wife                     | Alicia Florrick                     |
| 2015 | Maggie Smith          | Downton Abbey                     | Violet, Coundessa viúva de Grantham |
| 2015 | Robin Wright          | House of Cards                    | Claire Underwood                    |
| 2016 | Claire Foy            | The Crown                         | Rainha Elizabeth II                 |
| 2016 | Millie Bobby Brown    | Stranger Things                   | Eleven                              |
| 2016 | Thandie Newton        | Westworld                         | Maeve Millay                        |
| 2016 | Winona Ryder          | Stranger Things                   | Joyce Byers                         |
| 2016 | Robin Wright          | House of Cards                    | Claire Underwood                    |
| 2017 | Claire Foy            | The Crown                         | Rainha Elizabeth II                 |
| 2017 | Millie Bobby Brown    | Stranger Things                   | Eleven                              |
| 2017 | Laura Linney          | Ozark                             | Wendy Byrde                         |
| 2017 | Elisabeth Moss        | The Handmaid's Tale               | June Osborne/Offred                 |
| 2017 | Robin Wright          | House of Cards                    | Claire Underwood                    |
| 2018 | Sandra Oh             | Killing Eve                       | Eve Polastri                        |
| 2018 | Elisabeth Moss        | The Handmaid's Tale               | June Osborne/Offred                 |
| 2018 | Julia Garner          | Ozark                             | Ruth Langmore                       |
| 2018 | Laura Linney          | Ozark                             | Wendy Byrde                         |
| 2018 | Robin Wright          | House of Cards                    | Claire Underwood                    |
| 2019 | Jennifer Aniston      | The Morning Show                  | Alex Levy                           |
| 2019 | Elisabeth Moss        | The Handmaid's Tale               | June Osborne/Offred                 |
| 2019 | Olivia Colman         | The Crown                         | Rainha Elizabeth II                 |
| 2019 | Helena Bonham Carter  | The Crown                         | Princesa Margaret                   |
| 2019 | Jodie Comer           | Killing Eve                       | Villanelle                          |

### Anos 2020
| Ano  | Vencedores e nomeados | Série               | Papel                      |
| ---- | --------------------- | ------------------- | -------------------------- |
| 2020 | Gillian Anderson      | The Crown           | Margaret Thatcher          |
| 2020 | Olivia Colman         | The Crown           | Rainha Elizabeth II        |
| 2020 | Emma Corrin           | The Crown           | Diana, Princesa de Gales   |
| 2020 | Julia Garner          | Ozark               | Ruth Langmore              |
| 2020 | Laura Linney          | Ozark               | Wendy Byrde                |
| 2021 | HoYeon Jung           | Squid Game          | Kang Sae-byeok             |
| 2021 | Elisabeth Moss        | The Handmaid's Tale | June Osborne               |
| 2021 | Sarah Snook           | Succession          | Siobhan "Shiv" Roy         |
| 2021 | Jennifer Aniston      | The Morning Show    | Alex Levy                  |
| 2021 | Reese Witherspoon     | The Morning Show    | Bradley Jackson            |
| 2022 | Jennifer Coolidge     | The White Lotus     | Tanya McQuoid-Hunt         |
| 2022 | Elizabeth Debicki     | The Crown           | Diana, Princesa de Gales   |
| 2022 | Zendaya               | Euphoria            | Rue Bennett                |
| 2022 | Laura Linney          | Ozark               | Wendy Byrde                |
| 2022 | Julia Garner          | Ozark               | Ruth Langmore              |
| 2023 | Elizabeth Debicki     | The Crown           | Diana, Princesa de Gales   |
| 2023 | Sarah Snook           | Succession          | Siobhan "Shiv" Roy         |
| 2023 | Bella Ramsey          | The Last of Us      | Ellie Williams             |
| 2023 | Jennifer Aniston      | The Morning Show    | Alexandra "Alex" Levy      |
| 2023 | Keri Russell          | The Diplomat        | Katherine "Kate" Wyler     |
| 2024 | Anna Sawai            | Shōgun              | Toda Mariko                |
| 2024 | Kathy Bates           | Matlock             | Madeline "Matty" Matlock   |
| 2024 | Nicola Coughlan       | Bridgerton          | Penelope Featherington     |
| 2024 | Allison Janney        | The Diplomat        | Vice-presidente Grace Penn |
| 2024 | Keri Russell          | The Diplomat        | Katherine "Kate" Wyler     |